# Le Signe de Zorro (film, 1963)
Pour les articles homonymes, voir Le Signe de Zorro.
Pour plus de détails, voir Fiche technique et Distribution.
Le Signe de Zorro (Il segno di Zorro) est un film franco-italo-espagnol réalisé par Mario Caiano en 1963.

## Fiche technique
Sauf indication contraire, les informations mentionnées dans cette section peuvent être confirmées par la base de données cinématographiques IMDb,  présente dans la section « Liens externes ».
- Titre original : Il segno di Zorro
- Titre français : Le Signe de Zorro
- Titre espagnol : El capitán intrépido
- Réalisation : Mario Caiano
- Scénario : Guido Malatesta, Luis Marquina, Casey Robinson, Arturo Rígel
- Décors : Bruno Cesari
- Costumes : Virgilio Ciarlo
- Musique : Gregorio García Segura
- Production : Benito Perojo
- Société(s) de production : Fidès, Mondiale C.C., Producciones Benito Perojo
- Société(s) de distribution : Unidex (France)
- Pays d'origine :  Italie,  Espagne,  France
- Langue originale : italien
- Format : couleur (Eastmancolor) — 35 mm — 2.35 : 1 — Son : mono
- Genre : aventure, western
- Durée :
  - 90 minutes
  - 86 minutes (version suédoise)
- Dates de sortie :
  - Italie : 1963
  - France : 5 avril 1963
  - Espagne : 27 juin 1963
- Affiche : Jean Mascii (France)

## Distribution
- Sean Flynn  (VF : Pierre Vaneck) : Don Ramón Martínez y Rayol / Zorro
- Folco Lulli  (VF : Serge Nadaud) : José
- Gaby André  (VF : Nadine Alari) : Señora Gutiérrez
- Enrique Diosdado (it)
- Armando Calvo  (VF : Claude Bertrand) : Général Gutiérrez
- Danielle De Metz  (VF : Claude Chantal) : Manuela
- Mino Doro  (VF : Fernand Fabre) : Don Luis pere de Manuela
- Mario Petri  (VF : Jacques Deschamps) : lieutenant Martino
- Walter Barnes  (VF : Georges Atlas) : Mario le basque
- Elena Barrios  (VF : Paule Emanuele) : Señora Martinez mere de Ramon
- Mimo Billi (it)
- Xan das Bolas : Miguel
- Luigi Bonos (it) : L'aubergiste
- Pietro Ceccarelli (it) : Romero
- Aldo Cecconi : le geolier
- Guido Celano : un aristocrate
- Remo De Angelis : lutteur
- Manuel de Blas
- Ignazio Dolce : Alcalde
- Armand Galou  (VF : Serge Sauvion) : Delgado
- Piero Lulli  (VF : Michel Gatineau) : forgeron
- Manrico Melchiorre  (VF : Jean Daurand) : Francisco
- Gisella Monaldi (it) : Rosalia la cuisinière
- Ferdinando Poggi (it) : politicien
- Alfredo Rizzo  (VF : Serge Nadaud) : serviteur Ignazio
- Carlo Rizzo  (VF : Richard Francoeur) : L'alcade Don Serra
- Ugo Sasso (it) : aristocrate
- Tonio Selwart : Père Madero
- Tony Soler : Ventera
- Virgílio Teixeira  (VF : Jean-Claude Michel) : prêtre
- Omero Capanna (it)

## Accueil

### Box-office
Lors de sa sortie en France, le film a totalisé 1 359 681 entrées.